# 백재덕
백재덕(白在德, 1925년 9월 28일~1988년 1월 24일)은 대한민국의 군인이다. 1953년 5월 수도사단 기갑 연대 10중대 3소대 3분대장으로 강원도 금성 샛별 고지에서 야간 매복 작전을 하던 중 적 3개 중대의 공격 징후를 미리 발견하고 세 차례에 걸친 적의 공격을 백병전(白兵戰)과 진내 사격까지 감행하는 치열한 전투 끝에 진지를 사수함으로써 중동부 전선의 요충지인 샛별 고지를 지켜 냈다. 분대원 9명 중 4명이 전사하고 5명이 부상을 입는 치열한 전투 속에서 백재덕은 10여 명의 적을 사살하고 진지를 사수하였다. 1954년 1계급 특진으로 육군 이등 상사로 예편하였고 태극 무공 훈장과 화랑 무공 훈장을 받았다.

## 생애

### 요약

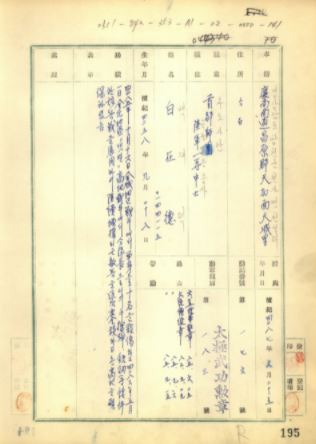
백재덕 상사의 태극무공훈장 기록부의 사진이다.

백재덕(白在德, 1925년 9월 28일~1988년 1월 24일) 육군 이등 상사는 현재의 부산광역시 강서구 가덕도에서 태어났으며, 6·25 전쟁이 발발한 1950년 9월 입대해 수도사단 기갑 연대 부대원으로 안강-기계 전투, 원산 탈환 작전, 북진 작전 등 전장의 일선에서 활약하였다. 1953년 5월 15일, 수도사단 기갑연대 10중대 3소대 분대장으로서 금성 샛별고지 전투에 매복 조장으로 투입되어 작전 중 적 3개 중대 규모의 접근을 발견하고 중대 주진지의 위기를 막기 위해 철수를 거부하고 3차례의 공격을 받고 수류탄 및 백병전으로 격퇴 10여명의 적을 사살하고 진지를 고수하였다. 이후 정부는 백재덕 일등 중사의 공적을 높이 평가하여 1954년 육군 이등 상사로 1계급 특진과 함께 태극 무공 훈장, 화랑 무공 훈장을 수여하였다.

### 금성 샛별고지 전투(1953년 5월 14일~1953년 5월 16일)[3]
국군 수도사단 기갑연대가 1953년 5월 14일부터 5월 16일까지 중부전선인 금성지구 샛별고지 일대에서 중공군 제199사단 제 596연대의 공격을 격퇴한 방어전투이다.

#### 전투 배경
1953년 5월 12일, 중공군 제60군 예하의 제180사단이 국군 제5사단의 텍사스고지를 공격하면서 금성돌출부 정면의 전초진지에 대한 중공군의 공세가 시작되었다. '중공군 하계 제1단계 공세'인 이 공격은 본공세를 위한 준비가 완료되지 않은 상황에서 1953년 4월 28일 휴전 회담이 재개되자 이를 지원하는 한편 본공세의 기도를 은폐하기 위해 중대급 이하의 소규모 전초진지를 대상으로 실시되었다. 이에 따라 금성돌출부의 수도사단 전초진지인 샛별고지도 중공군의 공격목표가 되었다.

#### 당시 금성지구가 갖는 의의
샛별고지가 포함된 금성지구는 표고 500~1000m 고지들이 가로지르고, 이 고지들은 남쪽으로 흐르는 북한강과 금성천에 둘러싸여 있어 방어에 유리한 지형이었다. 샛별고지는 금성 서남쪽에 위치한 표고 470m의 고지로서 473고지와 477고지, 512고지 등에 의해 우측과 후방으로부터 자연스레 둘러싸여 있으며, 주변에 깊은 계곡과 넓은 개활지가 형성되어 있었다.
금성지구 서남쪽 견부였던 샛별고지는 수도사단의 전초진지로서 이곳을 잃을 경우 금성지구 서측방이 노출되어 국군과 유엔군의 전선이 와해될 수 있는 전략적 요충지였다. 또한 체결을 앞두고 있던 휴전협상에서 유리한 입장을 차지하기 위해서 반드시 확보해야할 고지였다.

#### 전투 전개 과정
당시 샛별고지 일대에는 수도사단 기갑연대 예하의 제3대대가 방어선을 형성하고 있었다. 제3대대장은 고지 동남쪽 1km 지점의 512고지에 대대관측소를 설치하는 한편 샛별고지에는 제11중대를 배치한 후 고지 전방에 철조망을 가설하고 지뢰를 매설하는 등 진지보강에 주력하였다.
이런 상황에서 1953년 5월 14일 새벽 1시, 중공군은 공격준비사격을 집중한 후 일제히 공격을 개시하였고, 중대규모의 중공군이 제11중대의 우측정면으로 돌진해왔다. 중대는 각종 박격포로 중공군의 접근로 상에 차단사격을 실시하는가 하면 진내사격으로 약 3천 발의 포탄을 진지 정면에 집중시켰다.
30분이 경과할 무렵 중대는 진지 앞으로 몰려든 중공군을 맞아 수류탄전을 실시하였고, 우측에 배치된 3소대는 중대본부와의 통신이 두절된 상태에서 2개 중대규모의 중공군과 백병전을 펼치는 상황에 처하였다. 제3소대는 치열한 육박전을 펼치며 완강히 저항한 끝에 중공군을 격퇴할 수 있었다. 새벽 3시50분경에는 중대원들이 진지 밖으로 나가 진내사격으로 혼란에 빠진 중공군을 직목동 계곡으로 격퇴시키고 고지를 고수하였다. 이날 전투에서 제3소대는 중공군 28명을 사살하고 다발총 8정과 수류탄 80발을 노획하는 전과를 올렸다.
5월 16일 자정이 지난 직후인 새벽 0시 10분, 첫 번째 공격에서 샛별고지 탈취에 실패한 중공군은 제2차 공격을  감행하였다. 약 30분에 걸친 포격에 이어 3개 중대규모의 병력이 제11중대 진지를 향해 접근하자, 새벽 0시 40분에 중대장은 포병의 진내사격을 다시 요청하였다. 진내사격으로 상당한 손실을 입었음에도 중공군은 사격이 멈추자 진지 전방 50~100m까지 육박하여 양측 간에 치열한 전투가 전개되었다.
1시간이 경과할 무렵 병력을 증강한 중공군은 파상공격을 개시하였고, 이로써 제11중대는 백병전을 실시하게 되었다. 이때 중대진지 전면에 매복조를 이끌고 적정을 살피고 있던 제3소대 3분대장 백재덕 이등중사는 매복진지가 돌파되면 중대의 주진지가 위태로울 것으로 판단하고 진지 앞으로 다가서는 중공군을 향해 소총사격과 수류탄 투척을 하였다. 그러나 한 무리의 중공군이 진지 안으로 들어오게 되자, 매복조는 이들과 백병전을 실시하였다.
그로부터 약 20분이 지난 무렵, 중공군 제2파가 진지로 접근해 그 중 일부가 진지 안으로 진입하여 교전이 벌어졌고, 이들은 모두 매복조에 사살되었다. 이후 제3파의 진내 공격도 격퇴하여 샛별고지는 국군의 수중에 남게 되었다.

#### 백재덕 상사의 공적[4]
1953년 5월 15일 밤 매복작전 중, 중공군 3개 중대가 진지로 접근해오는 것을 백재덕 일등중사가 발견하였고, 진지가 돌파당할 경우에 전 중대가 위태로워질 것이라 판단하였다. 이에 조명탄을 발사하여 상황을 알리고, 분대원들을 격려했다. 
“여기서 적을 꺾지 못하면 중대의 주진지가 위태롭다. 전 분대원은 나와 함께 이곳에 뼈를 묻자!”
중공군이 접근하자 수류탄 투척 및 백병전으로, 적의 인해전술 공세 상황에서도 끝내 물러서지 않았다. 그 과정에서 분대원 6명이 전사하는 아픔도 있었으나 결국 저항선을 지켜내었고, 주저항선을 방어하고 샛별고지 전투의 승기를 잡았다.

#### 결과 및 영향
국군 수도사단 기갑연대는 이번 전투에서 중공군 사살 413명, 추정사살 210명, 포로 2명과 다발총 36정 및 수류탄 205발을 노획하는 전과를 올렸다. 반면에 연대도 4명이 전사하고 12명이 부상을 입는 인명피해가 발생하였다.
국군 수도사단 기갑연대는 1953년 5월 14일부터 16일까지 이어진 샛별고지 전투에서 중공군 제199사단 제 596연대의 공격을 격퇴하고 고지를 확보하여 금성지구 서측지역의 전선안정을 도모하고 유엔군측이 휴전회담에서 유리한 입장을 견지하는데 기여하였다.

## 백재덕 호국 영웅상[5]
부산광역시 강서구 천성동에 있는 2001년 호국 영웅 백재덕을 기리기 위해 세운 흉상이다. 2001년 6.25전쟁 50주년기념사업회에서 백재덕의 호국 정신을 널리 알리기 위하여 그를 호국 영웅으로 선정하고 고향인 강서구 천성동의 [[천가초등학교 천성분교.]에 백재덕 호국 영웅상(護國英雄像)을 건립하였다. 현재는 천가초등학교 천성분교가 폐교되고 설립된 록봉 어린이 민속 교육 박물관 내에 위치한다.
형태는 대지 20㎡에 5×3×3m 규모의 흉상이며 세로가 긴 직사각형의 기단에 ‘백재덕 호국 영웅상’이라는 제목이 새겨져 있다. 그 옆에는 백재덕의 활약상을 기록한 알림판이 있다. 현재 국가보훈처 현충 시설 제40-2-6호로 지정되어 있으며, 강서구 재향군인회에서 관리하고 있다.

## 9월의 호국 인물 선정
백재덕 육군 이등 상사는 2013년 9월 호국 인물로 선정되었다. 백재덕 상사가 선정된 이달의 호국 인물은 대한민국 전쟁기념관에서 선정하여 발표하는 한국의 호국(護國) 인물 명단으로, 자세한 내용은 이달의 호국 인물을 참조.

## 호국영웅 백재덕 길[6]
공훈장을 수여받은 호국 영웅인 백재덕 이등상사의 이름을 따서 만든 명예도로이다. 부산지방보훈청(청장 전홍범)이 ‘호국영웅 알리기 프로젝트’의 일환으로 7월부터 강서구에 명예도로 지정을 건의하였고, 강서구청이 건의를 받아들여 2015년 9월, 도로명주소위원회 심의를 통해 강서구 가덕도 천성대항길 5(천성IC)부터 호국영웅 백재덕 흉상이 있는 갈맷길 쉼터를 지나 천성대항길 182(대항전망대)까지 1,760m 구간을 10월 8일부터 ‘호국영웅 백재덕 길’이라고 명칭을 붙였다.

## 전후의 삶
1954년 예편한 백재덕 상사는 고향인 가덕도에서 정부 지원 없이 물고기를 잡으며 살다가 1974년 경상남도 마산시의 섬유공장에 취직해 비정규직 노동자로 일하였다. 이후 전쟁 당시 입은 부상으로 고생하다 1988년 63세를 일기로 세상을 떠났다.

## 같이 보기
- 한국 전쟁
- 이달의 호국 인물
- 태극무공훈장
- 화랑무공훈장

## 참고 문헌
- 손규석, 『6.25 전쟁 주요 전투 2』 (국방부 군사편찬연구소, 2017)
- 국방부 군사편찬연구소, 『6.25전쟁사』Ⅱ (2013)
- 국방부 군사편찬연구소, 『태극무공훈장에 빛나는 6.25전쟁영웅』 (2003)
- 육군본부 육군군사연구소, 『1129일간의 전쟁 6.25』 (2014)